# Piwo
Piwo (kinesiska: 皮窝乡, 皮窝) är en socken i Kina. Den ligger i provinsen Sichuan, i den sydvästra delen av landet, omkring 420 kilometer nordost om provinshuvudstaden Chengdu. Antalet invånare är 3 148. Befolkningen består av 1 528 kvinnor och 1 620 män. Barn under 15 år utgör 27,0 %, vuxna 15-64 år 61 %, och äldre över 65 år 11,0 %.
Genomsnittlig årsnederbörd är 1 349 millimeter. Den regnigaste månaden är september, med i genomsnitt 296 mm nederbörd, och den torraste är december, med 4 mm nederbörd.